# Kent Andersson
Kent Yngve Andersson (født 2. december 1933 i Göteborg, død 3. november 2005 samme sted) var en svensk skuespiller, forfatter og dramatiker.

## Liv og karriere
Kent Andersson voksede op i en arbejderklasse med seks søskende. Hans opvækst påvirkede mange af hans digte, sangtekster og skuespil. I teenageårene arbejdede han eksempelvis på en papirfabrik, før han kom i kontakt med Atelierteatern i Göteborg. Andersson kom senere ind på Göteborgs stadsteaters elevskole i 1958, og i begyndelsen af 1960'erne fik han sine første tv-roller. Her begyndte han også at skrive skuespil og instruere i en tidlig alder.
Andersson skrev de fleste af sine skuespil fra et venstreorienteret synspunkt, og han var kendt for at kritisere forskellige samfundsproblemer. Andersson var meget populær i sin hjemby, men var også landskendt i brede svenske offentlighed. Han blev for eksempel kendt for at medvirke i to film om Jönssonligan, hvor han spillede rollen som Kommissær Persson.
Andersson døde i 2005 og ligger begravet på Lundby nya Kyrkogård i Göteborg.

## Udvalgt filmografi
- Vildfugle (1955, ukrediteret)
- Min kära är en ros (1963)
- Kärlek 66 (1965)
- Vindingevals (1968)
- En enkel melodi (1974)
- Elvis! Elvis! (1976)
- Soldat med brutet gevär (tv-serie, 1977)
- Hedebyborna (tv-serie, 1978-1982)
- Sverige åt svenskarna (1980)
- Sejled' op ad åen (1981)
- Smuglerkongen (1985)
- Ærter og knurhår (1986)
- Jönssonligan dyker upp igen (1986)
- Råttornas vinter (1988)
- Jönssonligan på Mallorca (1989)
- Kurt Olsson - Filmen om mit liv som mig selv (1990)
- Storstad (tv-serie, 1990-1991)
- Bakhalt (1991)
- Pillertrillaren (1994)
- Polisen och pyromanen (tv-serie, 1996)
- Nya tider (tv-serie,  1999)
- Jacobs frestelse (2001)
- Hem till byn (tv-serie, 2006)